# Gară, Constanța
Cartierul Gării se află în Constanța, cuprinzând împrejurimile Gării CFR. Aici se intersectează multe străzi și bulevarde, cum ar fi: str. Theodor Burada, Bulevardul 1 Decembrie 1918 (prelungirea acestuia fiind Bulevardul 1 Mai), Bulevardul Ferdinand, Șoseaua Mangaliei și altele.

 Acest articol despre o localitate din județul Constanța este deocamdată un ciot. Puteți ajuta Wikipedia prin completarea lui.